# Acid niflumic
Acidul niflumic este un antiinflamator nesteroidian din clasa derivaților de acid fenamic.

## Mod de acțiune
Antiinflamator-analgezic cu acțiune antiinflamatoare și analgezică bine determinată. El oferă o ameliorare rapidă a durerilor persistente de cap și de dinți.

## Indicații
Artropatii inflamatorii (poliartrită reumatoidă),artropatii degenerative ale coloanei vertebrale și artropatii periferice (tratament de scurtă perioadă), gută, dureri traumatice, tromboflebite, afecțiuni inflamatorii din sfera ORL și ginecologie.

## Contraindicații
Ulcere gastrice și chiar ulcere gastrice în antecedente; alte tulburări organice ale sistemului gastrointestinal sau hemoragii. Pacienții care au manifestat criză astmatică după folosirea aspirinelor sau altor medicamente antiinflamatorii. Pacienții alergici la medicament. În graviditate și lehuzie (alăptare). La copii sub 14 ani. Pacienții cu tulburări hematologice sau insuficiență hepatică, sau renală severă. În combinație cu alte AINS.

## Efecte secundare
- durere epigastrică, greață, diaree, durere de cap, exantem, scădere a hematocritului, semne de afectare renală.
- agranulocitoză. Acidul niflumic, ca și toate celelalte medicamente antiinflamatorii, poate provoca perturbații ale funcției hepatice cât și perturbații ale sistemului cardiovascular.

Mod de administrare: Cazuri grave: câte 2 capsule în timpul mesei de prânz și 2 capsule seara în timpul mesei. În boli cronice: câte 1 capsulă în timpul mesei de prânz și 1 capsulă seara în timpul mesei.